# Jan-Hinrich Fock

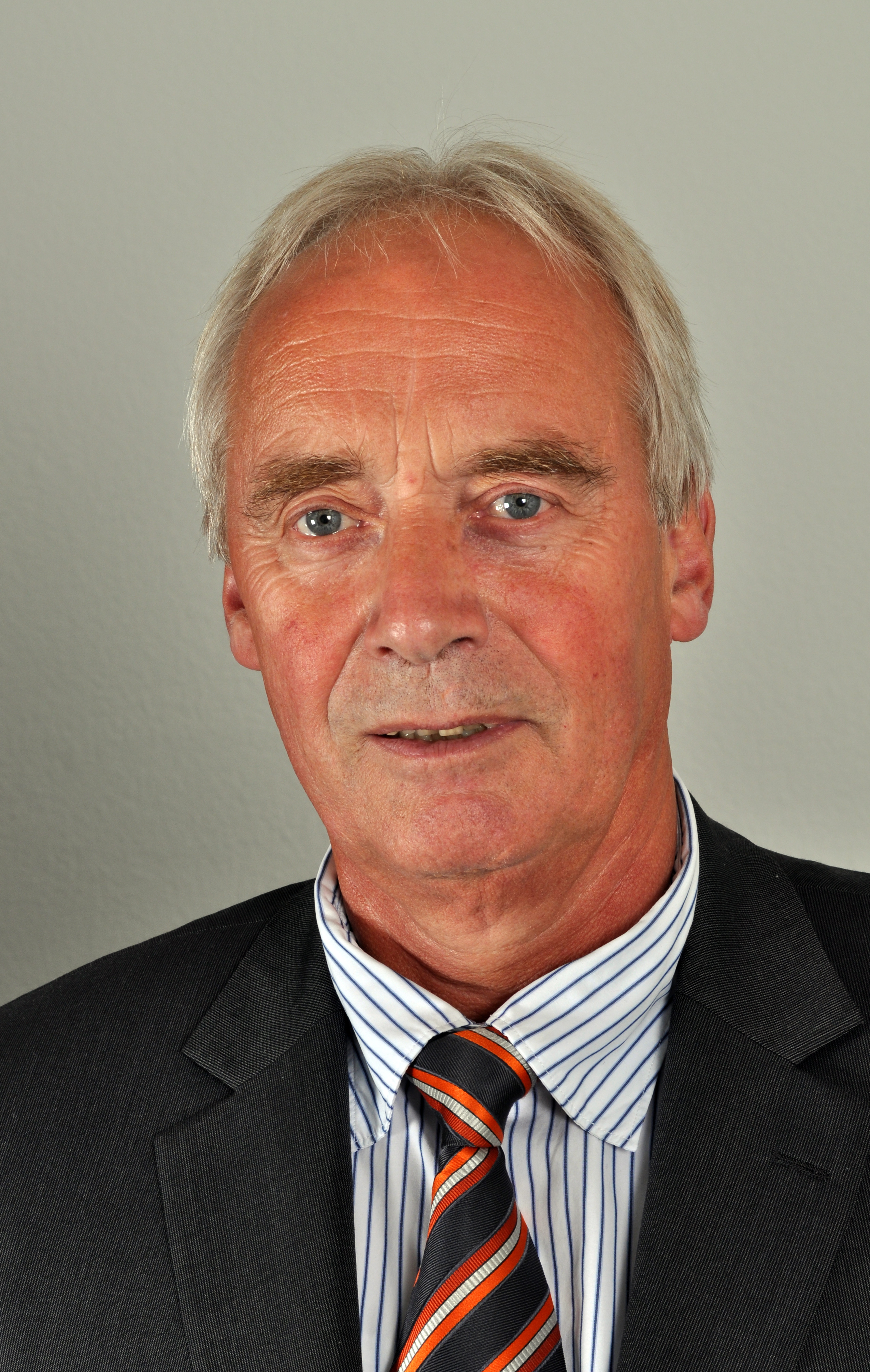
Jan-Hinrich Fock 2011

Jan-Hinrich Fock (* 18. April 1946 in Hamburg-Finkenwerder) ist ein deutscher Politiker (SPD). In den Jahren 2011 bis 2015 war er Mitglied der Hamburgischen Bürgerschaft.

## Berufliches und Privates
Fock arbeitet als Gewerbelehrer für die Fächer Metall- und Maschinentechnik in Hamburg-Wilhelmsburg. Er ist verheiratet und hat zwei Kinder.

## Politische Karriere
Fock war in den Jahren 1974 bis 2011 Abgeordneter in der Bezirksversammlung für den Bezirk Hamburg-Mitte, dort unter anderem Fraktionsvorsitzender der SPD.
Bei der Bürgerschaftswahl in Hamburg 2011 trat er für die SPD im Wahlkreis Billstedt – Wilhelmsburg – Finkenwerder an. Mit 7,2 Prozent der Stimmen gelang ihm der direkte Einzug ins Parlament. Damit war er seit dem 7. März 2011 Mitglied der Hamburgischen Bürgerschaft. Bei der Bürgerschaftswahl 2015 trat er aus Altersgründen nicht mehr an.